# Onda a dente di sega
L'onda a dente di sega è un tipo di forma d'onda non sinusoidale. È detta a dente di sega a causa della sua somiglianza con i denti posti sulla lama di una sega.
La convenzione usuale è che l'onda a dente di sega salga verso l'alto con il passare del tempo e poi scenda bruscamente. 
Tuttavia, vi sono anche onde a dente di sega in cui l'onda prima scende verso il basso e poi sale bruscamente. 
Quest'ultimo tipo di dente di sega onda è detta "onda a dente di sega inversa". 
I due orientamenti dell'onda a dente di sega sono identici quando le altre variabili sono controllate.
La funzione lineare a tratti:
{\displaystyle x(t)=t-\lfloor t\rfloor }

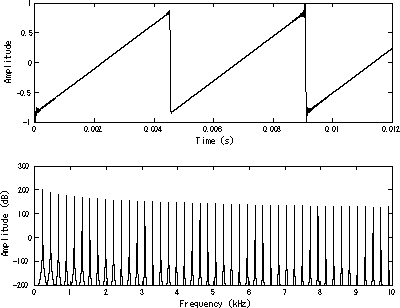
Un'onda a dente di sega limitata nella banda rappresentata nel dominio temporale (in alto) e nel dominio delle frequenze (in basso). La frequenza fondamentale è 220 Hz. A2 è il primo picco (frequenza fondamentale) nel diagramma delle frequenze. Il periodo è 4,545 millisecondi

basata sulla funzione parte intera del tempo t è un esempio di onda a dente di sega con frequenza 1.
Una forma più generale, nella gamma da -1 a 1, e con frequenza a, è 
{\displaystyle x(t)=2\left({t \over a}-\left\lfloor {\frac {t}{a}}+{\frac {1}{2}}\right\rfloor \right)}
Questa funzione a dente di sega ha la stessa fase della sinusoide.
In campo audio, il suono di un'onda a dente di sega, all'orecchio risulta duro e chiaro, il suo spettro contiene armoniche sia pari sia dispari della frequenza fondamentale. Poiché contiene tutte le intere armoniche, è una delle migliori forme d'onda da utilizzare per la costruzione di altri suoni, in particolare strumenti ad arco, utilizzando sintesi sottrattiva.
Un'onda a dente di sega può essere costruita utilizzando sintesi additiva. L'infinita serie di Fourier
{\displaystyle x_{\mathrm {sawtooth} }(t)={\frac {2}{\pi }}\sum _{k=1}^{\infty }{\frac {\sin(2\pi kft)}{k}}}
converge a un'onda a dente di sega inversa. Un'onda a dente di sega convenzionale può essere costruita usando
{\displaystyle x_{\mathrm {sawtooth} }(t)=-{\frac {2}{\pi }}\sum _{k=1}^{\infty }{\frac {\sin(2\pi kft)}{k}}}
Nella sintesi digitale, queste serie sono sommate solo su k tale che l'armonica più alta, Nmax, è minore della frequenza di Nyquist (metà della frequenza di campionamento). Questa somma può essere generalmente calcolata in modo più efficiente con una trasformata di Fourier veloce. Se la forma d'onda è creata digitalmente direttamente nel dominio del tempo utilizzando una forma non limitata nella banda, come ad esempio y = x - floor(x), vengono campionate armoniche infinite e il tono risultante contiene distorsione da aliasing. 

Animazione della sintesi additiva di un'onda a dente di sega con un numero crescente di armoniche

Un audio di dimostrazione di un'onda a dente di sega suonata a 440 Hz (A4) e 880 Hz (A5) e 1760 Hz (A6) è disponibile qui di seguito. Sono presentati entrambi i toni, limitato in banda (senza aliasing) e con aliasing. 

## Applicazioni
- L'onda a dente di sega è la base di quasi tutti i tipici suoni "synth" nel VA e nei sintetizzatori analogici.
- L'onda a dente di sega è la forma dei segnali di deflessione verticale e orizzontale usati per generare un'immagine raster su televisori o monitor basati su CRT. Anche gli oscilloscopi usano un'onda a dente di sega per la loro deflessione orizzontale; solitamente usano la deflessione elettrostatica. Monitor e televisori usano invece una deflessione magnetica, più pratica e meno costosa ma meno precisa.
  - Deflessione orizzontale (deflessione di riga)
    - Quando il dente di sega sale lentamente, il campo magnetico prodotto dal "giogo di deflessione" (vedi la voce Tubo catodico) trascina il fascio elettronico (o pennello elettronico o raggio elettronico) da un estremo all'altro del tubo catodico, creando una linea di scansione orizzontale (il campo magnetico passa da un valore “negativo” a sinistra allo stesso valore “positivo” sulla destra. In assenza di campo magnetico il fascio luminoso si posiziona al centro dello schermo).
    - Quando l'onda torna bruscamente al valore minimo il campo magnetico ritorna rapidamente al valore iniziale e il fascio elettronico ritorna rapidamente alla posizione di partenza (in questa fase il fascio elettronico va bloccato per non vedere la “rintraccia”).
    - La tensione applicata al giogo di deflessione è controllata con vari sistemi (trasformatori, condensatori, trasformatori con presa centrale) in modo che il valore medio del dente di sega corrisponda ad un campo magnetico nullo sul giogo di deflessione. Questo significa che una tensione positiva del dente di sega piega il fascio elettronico in una direzione mentre la stessa tensione ma negativa lo sposta nella posizione simmetrica rispetto al centro dello schermo. Questo permette al fascio elettronico di coprire l'intero schermo. La frequenza del dente di sega è di 15,75 kHz per lo standard americano NTSC, 15,625 kHz per PAL e SÉCAM.

  - Deflessione verticale (deflessione di quadro)
    - Il sistema di deflessione verticale funziona nello stesso modo di quello orizzontale illustrato. La differenza è nella frequenza del dente di sega (60 Hz per NTSC, 50 Hz per PAL e SECAM).

  - La rampa ascendente del dente di sega deve essere il più possibile lineare; se non lo è il campo magnetico prodotto dal giogo sposterà il fascio elettronico in modo non lineare e l'immagine sullo schermo risulterà deformata e la sua luminosità risulterò non uniforme in quanto percorrerà parti dello schermo con velocità diverse.
  - In passato monitor e televisori avevano la possibilità di regolare manualmente la linearità orizzontale e verticale. Tali regolazioni non sono più necessarie vista la migliore stabilità nel tempo dei componenti utilizzati.

## Voci correlate

forme d'onda sinusoidale, quadrata, triangolare e a dente di sega